# Universidade de Hull

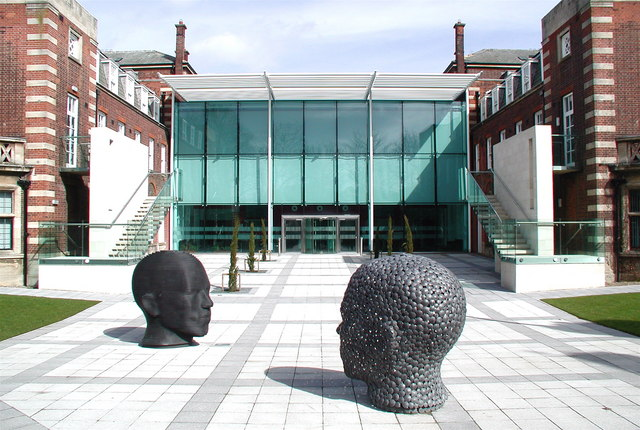
Obra de arte Moving Matter, em frente ao Instituto de Logística da Universidade de Hull.

Universidade de Hull (em inglês:  University of Hull ou Hull University) é uma universidade inglesa fundada em 1927 e localizada em Kingston upon Hull, uma cidade em East Riding of Yorkshire. Embora classificada como uma universidade "red brick", a sua expansão nas últimas décadas tem adicionado uma variedade de estilos arquitetônicos para os edifícios principais mais tradicionais. O campus principal está em Hull e ainda há um campus menor em Scarborough, na costa de North Yorkshire. O campus principal conta com a Hull York Medical School, uma iniciativa conjunta com a Universidade de York. Os alunos são representados pela União Universitária de Hull.
A Biblioteca Universitária Brynmor Jones foi o local de trabalho do poeta Philip Larkin, que trabalhou lá como bibliotecário-chefe por trinta anos. A Sociedade Philip Larkin organiza atividades em sua memória, como o festival Larkin 25, que foi organizado em 2010 em parceria com a universidade. A Biblioteca também foi o local de trabalho do ex-poeta laureado Andrew Motion e do diretor de cinema Anthony Minghella. Lord Wilberforce foi reitor da universidade entre 1978 até 1994.
Os alunos da Universidade de Hull são proeminentes nos campos de política, jornalismo e teatro. Eles incluem o ex-deputado e vice-primeiro ministro Lord Prescott de Kingston-upon-Hull (John Prescott), o cientista social Lord Anthony Giddens, o poeta Roger McGough, o jornalista John McCarthy e o político e escritor Chris Mullin.